# Смешанная парная сборная Катара по кёрлингу
Смешанная парная сборная Катара по кёрлингу — смешанная национальная сборная команда (составленная из одного мужчины и одной женщины), представляет Катар на международных соревнованиях по кёрлингу. Управляющей организацией выступает Федерация кёрлинга Катара (англ. Qatar Curling Federation).

## Результаты выступлений

### Чемпионаты мира
| Год       | Игры           | Победы         | Поражения      | Место          | Состав (мужчина, женщина, тренер)                          |
| --------- | -------------- | -------------- | -------------- | -------------- | ---------------------------------------------------------- |
| 2008—2015 | не участвовали | не участвовали | не участвовали | не участвовали | не участвовали                                             |
| 2016      | 6              | 0              | 6              | 42             | Yazid Alyafei, Maryam Binali                               |
| 2017—2018 | не участвовали | не участвовали | не участвовали | не участвовали | не участвовали                                             |
| 2019      | 7              | 1              | 6              | 42             | Nasser Alyafei, Mabarka Al-Abdulla, Лайош Беллели (тренер) |

(данные отсюда:)

### Азиатские игры
| Год  | Место | Игры | Победы | Поражения | Состав (женщина, мужчина, тренер)                                                        |
| ---- | ----- | ---- | ------ | --------- | ---------------------------------------------------------------------------------------- |
| 2025 | 11    | 5    | 0      | 5         | Mabarka Al-Abdulla, Nasser Alyafei, Лайош Беллели (тренер), Sara Homoud Al-Qaet (тренер) |